# Nataša Bojković
Nataša (Natacha) Bojković est une joueuse d'échecs serbe née le 3 septembre 1971. Elle a les titres de grand maître international féminin depuis 1991 et de maître international (titre mixte) depuis 2007.
Au 1er janvier 2017, Nataša Bojković est la première joueuse serbe avec un classement Elo de 2 398 points.

## Palmarès
Nataša Bojković a remporté le championnat du monde d'échecs junior féminin en 1991 et le championnat féminin de la République fédérale de Yougoslavie à quatre reprises entre 1995 et 1998.

## Championnats du monde
Nataša Bojković a participé au championnat du monde d'échecs féminin en :
- 1993 : éliminée lors du tournoi interzonal de 1991 (6/13) ;
- 1999 : éliminée lors du tournoi interzonal de 1995 (7,5/13) ;
- 2000 : éliminée au deuxième tour par Alissa Galliamova ;
- 2001 : éliminée au deuxième tour par Camilla Baginskaite ;
- 2004 : éliminée au troisième tour par Ketino Kachiani-Gersinska ;
- 2008 : éliminée au premier tour par Ju Wenjun.

## Compétitions par équipe
Nataša Bojković a participé à onze olympiades féminines entre 1990 et 2014, ainsi qu'à neuf championnats d'Europe par équipe féminine entre 1992 et 2013, remportant la médaille d'argent par équipe avec la Yougoslavie lors du championnat d'Europe par équipe de 1999.